# Граф Айви
Граф Айви (англ. Earl of Iveagh) — дворянский титул в системе Пэрства Соединённого королевства. Он был создан 30 сентября 1919 года для британского бизнесмена и филантропа Эдварда Гиннесса (1847—1927). Он был третьим сыном сэра Бенджамина Гиннесса, 1-го баронета из Эшфорда (1798—1868), внуком Артура Гиннесса (1768—1855) и правнуком Артура Гиннесса (1725—1803), основателя пивоварни Гиннесс.
Титул баронета Гиннесса из Каслнока в графстве Дублин был создан 27 марта 1885 года для вышеупомянутого Эдварда Гиннесса. Впоследствии он получил титулы барона Айви из Айви в графстве Даун (19 января 1891) и виконта Айви из Айви в графстве Даун (18 декабря 1905). В 1919 году вместе с графским титулом для него был создан титул виконта Элведена из Элведена в графстве Суффолк. Его старший сын и преемник, Руперт Эдвард Сесил Ли Гиннесс, 2-й граф Айви (1874—1967), ранее заседал в Палате общин Великобритании от Хаггерстона (1908—1910), Юго-Восточного Эссекса (1912—1918) и Саутенда (1918—1927).
По состоянию на 2025 год носителем титула являлся его правнук, Артур Эдвард Рори Гиннесс, 4-й граф Айви (род. 1969), который стал преемником своего отца в 1992 году.
Консервативный политик Уолтер Гиннесс, 1-й барон Мойн (1880—1944), был третьим сыном 1-го графа Айви. Депутат Паалты общин от Бери-Сент-Эдмундса (1907—1931), финансовый секретарь казначейства (1923—1924, 1924—1925), министр сельского хозяйства и рыболовства (1925—1929), министр колоний (1941—1942), лидер палаты лордов и лидер Консервативной партии в Палате лордов (1941—1942).
Семейная резиденция — Элведен-Холл в окрестностях Элведена в графстве Суффолк.

## Графы Айви (1919)

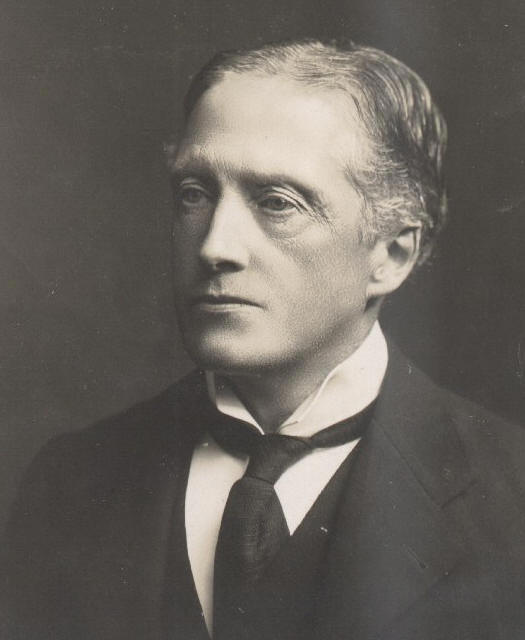
Эдвард Сесил Гиннесс, 1-й граф Айви

- 1919—1927: Эдвард Сесил Гиннесс, 1-й граф Айви (10 ноября 1847 — 7 октября 1927), третий сын сэра Бенджамина Ли Гиннесса, 1-го баронета из Эшфорда (1798—1868)[1];
- 1927—1967: Руперт Эдвард Сесил Ли Гиннесс, 2-й граф Айви (29 марта 1874 — 14 сентября 1967), старший сын предыдущего[2];
- 1967—1992: Артур Фрэнсис Бенджамин Гиннесс, 3-й граф Айви (20 мая 1937 — 18 июня 1992), единственный сын майора Артура Онслоу Эдварда Гиннесса, виконта Элведена (1912—1945), внук предыдущего[3];
- 1992 — настоящее время: Артур Эдвард Рори Гиннесс, 4-й граф Айви (род. 10 августа 1969), старший сын предыдущего[4];
  - Наследник титула: Артур Бенджамин Джеффри Гиннесс, виконт Элведен (род. 2003), сын предыдущего.